# Order (tijdschrift)
Order is een internationaal, aan collegiale toetsing onderworpen wetenschappelijk tijdschrift op het gebied van de ordetheorie. Het tijdschrift is opgericht in 1985. Het wordt uitgegeven door Springer Science+Business Media en verschijnt 3 keer per jaar.